# 車輛研究測試中心
財團法人車輛研究測試中心，簡稱車輛中心、ARTC，為中華民國經濟部所屬之非營利研究機構，成立於1990年10月。其宗旨為「提供具國際公信力之車輛及零組件檢測與認證服務，並從事相關之技術研發與產品品質改善發展業務，以達成保障行車安全，維護消費者權益與協助輔導車輛及零組件工業升級發展」。其主要任務為接受經濟部、中華民國交通部、中華民國環境部等政府機關委託研擬車輛檢測法規，並接受業者委託執行產品檢測、產品改良及技術輔導。

## 外部連結
- 財團法人車輛研究測試中心官方網站 （页面存档备份，存于）
- 車輛中心建置歷程簡圖 （页面存档备份，存于）